# 奧布萊恩 (佛羅里達州)
奧布萊恩（英語：O'Brien）是位於美國佛羅里達州薩旺尼縣的一個非建制地區。該地的面積和人口皆未知。

## 地理
奧布萊恩的座標為30°02′18″N 82°56′24″W / 30.03833°N 82.94000°W，而該地的平均海拔高度為16米（即52英尺）。